# هنری نوریس
هنری نوریس (به انگلیسی: Henry Norris) (زاده ۲۳ ژوئیه ۱۸۶۵ - درگذشته ۳۰ ژوئیه ۱۹۳۴) تاجر و مدیر فوتبال انگلستانی بوده است.
وی سابقه مدیریت در باشگاه‌های آرسنال و فولهام سابقه مدریت دارد. وی در بعد از خارج شدن از عرصه فوتبال گوشه‌گیر شد و یک هفته بعد از تولدش در ۶۹ سالگی در لندن در گذشت.

## منایع
- مشارکت‌کنندگان ویکی‌پدیا. «Henry Norris». در دانشنامهٔ ویکی‌پدیای انگلیسی، بازبینی‌شده در ۵ آگوست ۲۰۱۱.